# Lana Trotovšek
Lana Trotovšek (Ljubljana, 1980 k. –) Londonban élő szlovén hegedűművésznő, szólista és kamarazenész, aki világszerte fellép. Hegedűjét a trevisói Pietro Antonio dalla Costa készítette 1750-ben.

## A kezdetek, tanulmányai
Zenész családban Ljubljanában született. Már négyévesen kezdett hegedülni. 17 évesen Ruggiero Ricci védnöksége alá került, aki 18 hónapig volt a mentora a salzburgi Mozarteumban. Amíg Ricci fel nem fedezte, a Ljubljanai Egyetem Zeneakadémiáján is tanult, ahol Volodja Balžalorsky és Primoz Novsak voltak a professzorai.
Londonban a Trinity College of Musicban tanult Vasko Vasilev, Boris Brovtsyn, Rivka Golani és a Royal College of Musicban Itzhak Rashkovskynál.
Ivry Gitlis, Ida Haendel, Pierre Amoyal, Pauk György, Tasmin Little, Pavel Berman, Lev Guelbard, Rudolf Gahler, Igor Ozim, Bernard Greenhouse és Menahem Pressler is irányította tanulmányait.

## Pályája
2012-ben debütált Valerij Gergijevvel és a Mariinszkij Színház Zenekarával, Prokofjev 1. hegedűversenyével. Fellépett a bécsi Konzerthausban, a Teatro la Fenicében Velencében, a Concertgebouw Amsterdamban, a Muziekgebouw Eindhovenben, a Wigmore Hall Londonban, a londoni St. John's Smiths Square-en, a londoni Kings Place- ben és máshol. 2016-ban debütált a Londoni Szimfonikus Zenekarral és Gianandrea Nosedával.
Előadásait a BBC Radio 3, az Arte TV (Franciaország) és az RTV Slovenia közvetítette. Felvételeket készített a Signum, a Champs Hill, a Meridian Records, a SOMM, a ZKP rtv Slovenia és a Hedone lemezkiadóknál.
Lana Trotovšek neves nemzetközi fesztiválok művésze, köztük a Rheingau Zene Fesztivál, az Aix-en-Provence Fesztivál, a Festival International de Santander, az Emilia Romagna Fesztivál, a Ljubljanai Fesztivál, a Dubrovniki Fesztivál, a Kissinger Sommer, a St Magnus Fesztivál és az Aldeburgh Fesztivál.
Ő volt a Greenwich Trio hegedűse, amelynek csellistája Stjepan Hauser (az egykori 2Cellos tagja), míg a zongorista Miszumi Jóko.
2011 és 2013 között Trotovšek a Badke Quartet vezető hegedűse volt, a Melbourne-i Nemzetközi Kamarazenei Verseny győztesei.

## Díjai
Trotovšek számos díjat és elismerést kapott szülőhazájában és az Egyesült Királyságban egyaránt. 2009-ben elnyerte a Trinity College of Music első díját az Ötven szólista versenyén, valamint a Beethoven Piano Society of Europe első díját Gayane Gasparyan zongoristával együtt.
Elnyerte a New York Friends of TCM díját és a Szóló Vonós Bach-versenyt. 2008-ban elnyerte az olaszországi Dino Ciani Nemzetközi Szólista Zenei Verseny első díját. Hazájában, Szlovéniában megkapta az ország összes egyeteme közül a legmagasabb művészeti kitüntetést, a Prešeren-díjat.

## Fordítás
- Ez a szócikk részben vagy egészben  a   Lana Trotovšek című angol Wikipédia-szócikk ezen változatának fordításán alapul.  Az eredeti cikk szerkesztőit annak laptörténete sorolja fel. Ez a jelzés csupán a megfogalmazás eredetét és a szerzői jogokat jelzi, nem szolgál a cikkben szereplő információk forrásmegjelöléseként.